# Элабделлауи, Омар
Ома́р Элабделлауи́ (норв. Omar Elabdellaoui; род. 5 декабря 1991, Осло) — норвежский футболист, полузащитник. Выступал за сборную Норвегии.

## Клубная карьера
Элабделлауи начал карьеру в футбольной школе норвежского клуба «Шейд». В возрасте 16 лет он был замечен скаутами «Манчестер Сити» и приглашен в академию клуба. В сезоне 2010/11 Омар был включен в заявку основной команды. За «Сити» он так и не дебютировал, хотя шанс у него был. 16 декабря 2010 года в матче Лиги Европы против «Ювентуса» он был включён в заявку, но на поле так и не вышел.
В 2011 году Элабделлауи был отдан в аренду в «Стрёмсгодсет». 3 апреля в матче против «Старта» он дебютировал в Типпелиге. После возвращения из аренды Омар долго не мог пробиться в основную команду «Сити», поэтому летом 2012 вновь отправился в аренду. Его новой командой стал нидерландский «Фейеноорд». 2 сентября в матче против «Витесса» он дебютировал в Эредивизи. За новый клуб Элабделлауи сыграл всего 5 матчей и, отчаявшись выиграть конкуренцию, снова вернулся в Манчестер. Зимой 2013 года Омар в третий раз был отдан в аренду. Новым клубом Элабделлауи стал немецкий «Айнтрахт» Брауншвейг. 2 февраля в матче против «Падерборна 07» он дебютировал во второй Бундеслиге. Омар быстро завоевал место в основе и по окончании аренды «Айнтрахт» выкупил его трансфер.
18 июня 2014 года Элабделлауи покинул «Айнтрахт» и перешёл в греческий «Олимпиакос». 23 августа в матче против «Ники Волос» он дебютировал в греческой Суперлиге. 30 ноября в поединке против «Киркиры» Омар забил свой первый гол за клуб. В 2015 году Элабделлауи помог «Олимпиакосу» выиграть чемпионат и Кубок Греции. В начале 2017 года Омар на правах аренды перешёл в «Халл Сити». 22 января в матче против «Челси» он дебютировал в английской Премьер-лиге. После окончания аренды Элабделлауи вернулся в «Олимпиакос».

## Международная карьера
Элабделлауи выступал за сборную страны различных возрастов. В июне 2013 года Омар был включен в заявку молодёжной команды на участие в молодёжном чемпионате Европе в Израиле. На турнире он сыграл три матча против сборных Израиля, Испании и Англии.
14 августа 2013 года в товарищеском матче против сборной Швеции Элабделлауи дебютировал за сборную Норвегии.

## Статистика

### Матчи Элабделлауи за сборную Норвегии
| Матчи Элабделлауи за сборную Норвегии | Матчи Элабделлауи за сборную Норвегии | Матчи Элабделлауи за сборную Норвегии | Матчи Элабделлауи за сборную Норвегии | Матчи Элабделлауи за сборную Норвегии | Матчи Элабделлауи за сборную Норвегии |
| ------------------------------------- | ------------------------------------- | ------------------------------------- | ------------------------------------- | ------------------------------------- | ------------------------------------- |
| №                                     | Дата                                  | Соперник                              | Счёт                                  | Голы Элабделлауи                      | Соревнование                          |
| 1                                     | 14 августа 2013                       | Швеция                                | 2:4                                   | —                                     | Товарищеский матч                     |
| 2                                     | 10 сентября 2013                      | Швейцария                             | 0:2                                   | —                                     | Чемпионат мира 2014 (отбор)           |
| 3                                     | 11 октября 2013                       | Словения                              | 0:3                                   | —                                     | Чемпионат мира 2014 (отбор)           |
| 4                                     | 15 октября 2013                       | Исландия                              | 1:1                                   | —                                     | Чемпионат мира 2014 (отбор)           |
| 5                                     | 15 ноября 2013                        | Дания                                 | 1:2                                   | —                                     | Товарищеский матч                     |
| 6                                     | 19 ноября 2013                        | Шотландия                             | 0:1                                   | —                                     | Товарищеский матч                     |
| 7                                     | 5 марта 2014                          | Чехия                                 | 2:2                                   | —                                     | Товарищеский матч                     |
| 8                                     | 3 сентября 2014                       | Англия                                | 0:1                                   | —                                     | Товарищеский матч                     |
| 9                                     | 9 сентября 2014                       | Италия                                | 0:2                                   | —                                     | Чемпионат Европы 2016 (отбор)         |
| 10                                    | 10 октября 2014                       | Мальта                                | 3:0                                   | —                                     | Чемпионат Европы 2016 (отбор)         |
| 11                                    | 13 октября 2014                       | Болгария                              | 2:1                                   | —                                     | Чемпионат Европы 2016 (отбор)         |
| 12                                    | 12 ноября 2014                        | Эстония                               | 0:1                                   | —                                     | Товарищеский матч                     |
| 13                                    | 16 ноября 2014                        | Азербайджан                           | 1:0                                   | —                                     | Чемпионат Европы 2016 (отбор)         |
| 14                                    | 8 июня 2015                           | Швеция                                | 0:0                                   | —                                     | Товарищеский матч                     |
| 15                                    | 12 июня 2015                          | Азербайджан                           | 0:0                                   | —                                     | Чемпионат Европы 2016 (отбор)         |
| 16                                    | 3 сентября 2015                       | Болгария                              | 1:0                                   | —                                     | Чемпионат Европы 2016 (отбор)         |
| 17                                    | 6 сентября 2015                       | Хорватия                              | 2:0                                   | —                                     | Чемпионат Европы 2016 (отбор)         |
| 18                                    | 10 октября 2015                       | Мальта                                | 2:0                                   | —                                     | Чемпионат Европы 2016 (отбор)         |
| 19                                    | 13 октября 2015                       | Италия                                | 1:2                                   | —                                     | Чемпионат Европы 2016 (отбор)         |
| 20                                    | 12 ноября 2015                        | Венгрия                               | 0:1                                   | —                                     | Чемпионат Европы 2016 (отбор)         |
| 21                                    | 15 ноября 2015                        | Венгрия                               | 1:2                                   | —                                     | Чемпионат Европы 2016 (отбор)         |
| 22                                    | 29 марта 2016                         | Финляндия                             | 2:0                                   | —                                     | Товарищеский матч                     |
| 23                                    | 11 ноября 2016                        | Чехия                                 | 1:2                                   | —                                     | Чемпионат мира 2018 (отбор)           |
| 24                                    | 26 марта 2017                         | Северная Ирландия                     | 0:2                                   | —                                     | Чемпионат мира 2018 (отбор)           |
| 25                                    | 1 сентября 2017                       | Азербайджан                           | 2:0                                   | —                                     | Чемпионат мира 2018 (отбор)           |
| 26                                    | 4 сентября 2017                       | Германия                              | 0:6                                   | —                                     | Чемпионат мира 2018 (отбор)           |
| 27                                    | 23 марта 2018                         | Австралия                             | 4:1                                   | —                                     | Товарищеский матч                     |
| 28                                    | 26 марта 2018                         | Албания                               | 1:0                                   | —                                     | Товарищеский матч                     |
| 29                                    | 6 сентября 2018                       | Кипр                                  | 2:0                                   | —                                     | Лига наций УЕФА 2018/2019             |
| 30                                    | 9 сентября 2018                       | Болгария                              | 0:1                                   | —                                     | Лига наций УЕФА 2018/2019             |
| 31                                    | 13 октября 2018                       | Словения                              | 1:0                                   | —                                     | Лига наций УЕФА 2018/2019             |
| 32                                    | 16 октября 2018                       | Болгария                              | 1:0                                   | —                                     | Лига наций УЕФА 2018/2019             |
| 33                                    | 16 ноября 2018                        | Словения                              | 1:1                                   | —                                     | Лига наций УЕФА 2018/2019             |
| 34                                    | 19 ноября 2018                        | Кипр                                  | 2:0                                   | —                                     | Лига наций УЕФА 2018/2019             |
| 35                                    | 23 марта 2019                         | Испания                               | 1:2                                   | —                                     | Чемпионат Европы 2020 (отбор)         |
| 36                                    | 26 марта 2019                         | Швеция                                | 3:3                                   | —                                     | Чемпионат Европы 2020 (отбор)         |
| 37                                    | 7 июня 2019                           | Румыния                               | 2:2                                   | —                                     | Чемпионат Европы 2020 (отбор)         |
| 38                                    | 10 июня 2019                          | Фарерские острова                     | 2:0                                   | —                                     | Чемпионат Европы 2020 (отбор)         |
| 39                                    | 5 сентября 2019                       | Мальта                                | 2:0                                   | —                                     | Чемпионат Европы 2020 (отбор)         |
| 40                                    | 8 сентября 2019                       | Швеция                                | 1:1                                   | —                                     | Чемпионат Европы 2020 (отбор)         |
| 41                                    | 12 октября 2019                       | Испания                               | 1:1                                   | —                                     | Чемпионат Европы 2020 (отбор)         |
| 42                                    | 15 октября 2019                       | Румыния                               | 1:1                                   | —                                     | Чемпионат Европы 2020 (отбор)         |
| 43                                    | 15 ноября 2019                        | Фарерские острова                     | 4:0                                   | —                                     | Чемпионат Европы 2020 (отбор)         |
| 44                                    | 18 ноября 2019                        | Мальта                                | 2:1                                   | —                                     | Чемпионат Европы 2020 (отбор)         |
| 45                                    | 4 сентября 2020                       | Австрия                               | 1:2                                   | —                                     | Лига наций УЕФА 2020/2021             |
| 46                                    | 7 сентября 2020                       | Северная Ирландия                     | 5:1                                   | —                                     | Лига наций УЕФА 2020/2021             |
| 47                                    | 8 октября 2020                        | Сербия                                | 1:2                                   | —                                     | Чемпионат Европы 2020 (отбор)         |
| 48                                    | 11 октября 2020                       | Румыния                               | 4:0                                   | —                                     | Лига наций УЕФА 2020/2021             |
| 49                                    | 14 октября 2020                       | Северная Ирландия                     | 1:0                                   | —                                     | Лига наций УЕФА 2020/2021             |

Итого: 49 матчей / 0 голов; 21 победа, 10 ничьих, 18 поражений.

## Достижения
Командные
«Олимпиакос» (Пирей)
- Чемпион Греции (3): 2014/15, 2015/16, 2019/20
- Обладатель Кубка Греции: 2014/15

«Будё-Глимт»
- Чемпион Норвегии: 2023

Личные
- Футболист года в Норвегии: 2015[22]
- Входит в состав символической сборной чемпионата Греции (3): 2014/15[23], 2018/19[24], 2019/20[25]

## Личная жизнь
Приходится кузеном футболистам Мохаммеду Абделлауе (род. 1985), Мустафе Абделлауе (род. 1988) и Йонесу Эль-Абделлауи (род. 1991).
В 2021 году у Элабделлауи в руках взорвался фейерверк, что привело к сильному повреждению глаз. И с того момента он играл в специальных очках 